# تودور موشاتسکو
تودور موشاتسکو (رومانیایی: Tudor Mușatescu؛ ‏ تلفظ رومانیایی: [ˈtudor muʃaˈtesku]؛ ‏ ۲۲ فوریهٔ ۱۹۰۳ – ۴ نوامبر ۱۹۷۰) نویسنده، نمایشنامه‌نویس، شاعر و طنزنویس اهل رومانی بود.
از فیلم‌هایی که وی در آن‌ها نقش داشته‌است، می‌توان به والس تایتانیک اشاره نمود.